# 冠愚首鱈
冠愚首鱈，又稱脊愚首鱈，為輻鰭魚綱鱈形目鼠尾鱈科的其中一種，分布於印度西太平洋海域，屬深海底棲性魚類，深度1000-1720公尺，體長可達27.1公分，棲息在底層水域，生活習性不明。